# Divizor al lui zero
În algebră abstractă un element a al unui inel R se numește divizor al lui zero la stânga dacă există un x diferit de 0 în R astfel încât ax = 0, (unde 0 se referă la elementul neutru al primel legi de compoziție al inelului, notată și adunare) sau echivalent dacă aplicația de la R la R care aplică x la ax nu este injectiv. Similar, un a al unui inel se numește divizor al lui zero la dreapta dacă există un y diferit de zero în R astfel încât ya = 0. Acesta este un caz parțial de divizibilitate în inele. Un element care este un divizor al lui zero la stânga sau la dreapta este numit, simplu, divizor al lui zero. Dacă inelul este comutativ, atunci divizorii lui zero la stânga și la dreapta sunt aceiași.
Un element al unui inel care nu este un divizor al lui zero la stânga se numește regulat la stânga. Similar, un element al unui inel care nu este un divizor al lui zero la dreapta se numește regulat la dreapta. Un element al unui inel care este regulat la stânga și la dreapta și, prin urmare, nu este un divizor de zero, se numește regulat. Un divizor al lui zero care el însuși este diferit de zero se numește divizor al lui zero nenul sau divizor al lui zero netrivial. Un inel nenul fără divizori ai lui zero netriviali se numește domeniu.

## Exemple de divizori ai lui zero
- În aritmetica modulară⁠(d), în inelul {\displaystyle \mathbb {Z} /4\mathbb {Z} }, clasa de reziduuri {\displaystyle {\overline {2}}} este un divizor al lui zero deoarece {\displaystyle {\overline {2}}\times {\overline {2}}={\overline {4}}={\overline {0}}\,.}
- Singurul divizor al lui zero al inelului de întregi {\displaystyle \mathbb {Z} } este {\displaystyle 0} însuși.
- Un element nilpotent al unui inel nenul este întotdeauna un divizor al lui zero.
- Un element idempotent⁠(d) {\displaystyle e\neq 1} al unui inel este întotdeauna un divizor al lui zero, deoarece {\displaystyle e(1-e)=0=(1-e)e}.
- Inelul de matrici⁠(d) {\displaystyle n\times n} peste un corp are divizori al lui zero nenuli dacă {\displaystyle n\geq 2}. Exemple de divizori al lui zero din inelul de matrici {\displaystyle 2\times 2} (peste orice inel nenul):

{\displaystyle {\begin{pmatrix}1&1\\2&2\end{pmatrix}}{\begin{pmatrix}1&1\\-1&-1\end{pmatrix}}={\begin{pmatrix}-2&1\\-2&1\end{pmatrix}}{\begin{pmatrix}1&1\\2&2\end{pmatrix}}={\begin{pmatrix}0&0\\0&0\end{pmatrix}},}
{\displaystyle {\begin{pmatrix}1&0\\0&0\end{pmatrix}}{\begin{pmatrix}0&0\\0&1\end{pmatrix}}={\begin{pmatrix}0&0\\0&1\end{pmatrix}}{\begin{pmatrix}1&0\\0&0\end{pmatrix}}={\begin{pmatrix}0&0\\0&0\end{pmatrix}}.}
- Un produs direct al două sau mai multe inele nenule are întotdeauna divizori ai lui zero nenuli. De exemplu, în {\displaystyle R_{1}\times R_{2}} în fiecare {\displaystyle R_{i}} diferit de zero, {\displaystyle (1,0)(0,1)=(0,0)\,,} deci {\displaystyle (1,0)} este un divizor al lui zero.
- Fie {\displaystyle K} un corp și {\displaystyle G} un grup. Se presupune că {\displaystyle G} are un element {\displaystyle g} de ordin {\displaystyle n>1} finit. Apoi, în inelul de grup⁠(d) {\displaystyle K[G]} există {\displaystyle (1-g)(1+g+\cdots +g^{n-1})=1-g^{n}=0}, niciunul dintre factori nefiind zero, deci în {\displaystyle K[G]} {\displaystyle 1-g} este un divizor al lui zero diferit.

### Divizori ai lui zero laterali
- Fie inelul de matrici (formale) {\displaystyle {\begin{pmatrix}x&y\\0&z\end{pmatrix}}} cu {\displaystyle x,z\in \mathbb {Z} } și {\displaystyle y\in \mathbb {Z} /2\mathbb {Z} }. Atunci :{\displaystyle {\begin{pmatrix}x&y\\0&z\end{pmatrix}}{\begin{pmatrix}a&b\\0&c\end{pmatrix}}={\begin{pmatrix}xa&xb+yc\\0&zc\end{pmatrix}}} și

{\displaystyle {\begin{pmatrix}a&b\\0&c\end{pmatrix}}{\begin{pmatrix}x&y\\0&z\end{pmatrix}}={\begin{pmatrix}xa&ya+zb\\0&zc\end{pmatrix}}}.
Dacă {\displaystyle x\neq 0\neq z}, atunci
{\displaystyle {\begin{pmatrix}x&y\\0&z\end{pmatrix}}} este un divizor al lui zero la stânga dacă și numai dacă {\displaystyle x} este par, deoarece {\displaystyle {\begin{pmatrix}x&y\\0&z\end{pmatrix}}{\begin{pmatrix}0&1\\0&0\end{pmatrix}}={\begin{pmatrix}0&x\\0&0\end{pmatrix}}},
și este un divizor al lui zero la dreapta dacă și numai dacă {\displaystyle z} este par din același motiv. Dacă oricare dintre {\displaystyle x,z} este {\displaystyle 0,} atunci este un divizor al lui zero (pe ambele laturi).
- Un alt exemplu de inel cu un element care este un divizor al lui zero lateral. Fie {\displaystyle S} mulțimea tuturor șirurilor de numere întregi {\displaystyle (a_{1},a_{2},a_{3},...)} și ca inel toate aplicațiile aditive de la {\displaystyle S} la {\displaystyle S}, cu adunare punctuală și compunerea⁠(d) ca la inele. (Adică, inelul este {\displaystyle \mathrm {End} (S)}, un inel de endomorfisme⁠(d) al grupului aditiv {\displaystyle S}.) Trei exemple de elemente ale acestui inel sunt deplasarea la dreapta {\displaystyle R(a_{1},a_{2},a_{3},...)=(0,a_{1},a_{2},...)}, deplasarea la stânga {\displaystyle L(a_{1},a_{2},a_{3},...)=(a_{2},a_{3},a_{4},...)} și aplicația de proiecție pe primul factor {\displaystyle P(a_{1},a_{2},a_{3},...)=(a_{1},0,0,...)}. Toate aceste trei aplicații aditive nu sunt nule, iar compusele {\displaystyle LP} și {\displaystyle PR} sunt ambele nule, deci {\displaystyle L} este un divizor al lui zero la stânga, iar {\displaystyle R} este un divizor al lui zero la dreapta în inelul de aplicații aditive de la {\displaystyle S} la {\displaystyle S}. Totuși, {\displaystyle L} nu este un divizor al lui zero la dreapta, iar {\displaystyle R} nu este un divizor al lui zero din stânga: compunerea {\displaystyle LR} este elementul neutru. {\displaystyle RL} este un divizor al lui  zero (pe ambele laturi), deoarece {\displaystyle RLP=0=PRL}, în timp ce {\displaystyle LR=1} nu este pe nicio latură.

## Exemple care nu sunt divizori ai lui zero
- Inelul numerelor întregi modulo un număr prim nu are divizori al lui zero. Deoarece fiecare element diferit de zero este o unitate⁠(d), acest inel este un corp finit.
- În general, un inel cu diviziune nu are divizori al lui zero.
- Un inel comutativ nenul al cărui singur divizor al lui zero este 0 se numește domeniu de integritate.

## Proprietăți
- În inelul de matrici {\displaystyle n\times n} peste un corp, divizorii lui zero la stânga și la dreapta coincid; ele sunt tocmai matricile inverse. În inelul de matrici {\displaystyle n\times n} peste un domeniu de integritate, divizorii lui zero sunt tocmai matricele cu determinant zero.
- Divizorii ai lui zero la stânga sau la dreapta nu pot fi niciodată unități⁠(d), deoarece dacă a este inversabilă și ax = 0 pentru un x diferit de zero, atunci 0 = a−10 = a−1ax = x, ceea ce este o contradicție.
- Un element este simplificabil pe partea în care este regulat. Adică, dacă a este regulat la stânga, ax = ay implică faptul că x = y și, similar, pentru regulat la dreapta.

## Zero ca divizor al lui zero
Nu este nevoie de o convenție separată pentru cazul a = 0, deoarece definiția se aplică și în acest caz:
- Dacă R este alt inel decât inelul nul, atunci 0 este un divizor al lui zero, deoarece orice element x diferit de zero satisface 0x = 0 = x0.
- Dacă R este inelul nul, în care 0 = 1, atunci 0 nu este un divizor zero, deoarece nu există element nenul care atunci când este înmulțit cu 0 să dea 0.

Unele lucrări includ sau exclud 0 ca divizor al lui zero în toate inelele, prin convenție, dar apoi se lovesc de faptul că trebuie să introducă excepții în declarații precum următoarele:
- Într-un inel comutativ R, mulțimea divizorilor nenuli este o mulțime multiplicativă din R. (Acest lucru, la rândul său, este important pentru definirea inelului cât total.) Același lucru este valabil și pentru mulțimea divizorilor lui zero la stânga și mulțimea divizorilor lui zero la dreapta într-un inel arbitrar, comutativ sau nu.
- Într-un inel noetherian⁠(d) comutativ R, mulțimea divizorilor lui zero este reuniunea idealelor prime asociate ale lui R.

## Divizor al lui zero într-un modul
Fie R un inel comutativ, fie M un R-modul⁠(d) și fie a un element al lui R. Se spune că a este M-regulat dacă aplicația „înmulțire cu a” {\displaystyle M\,{\stackrel {a}{\to }}\,M} este injectivă, iar în caz contrar acel a este un divizor al lui zero pe M.  Mulțimea elementelor M-regulate este o  mulțime multiplicativă în R.
Precizarea definițiilor „M-regulat” și „divizor zero pe M” în cazul M = R se încadrează în definițiile pentru „regulat” și „divizor al lui zero” date mai sus.